# Pieter Willem Korthals
Pieter Willem Korthals (1 de setembre de 1807 a Amsterdam - 8 de febrer de 1892 a Haarlem) va ser un botànic neerlandès.

## Biografia
Korthals treballava com a recol·lector de plantes a Malèsia. De 1831 a 1836 va ser el botànic oficial de la Natuurkundige Commissie voor Nederlandsch Indië (Comissió d'Història Natural de l'Índia neerlandesa) En la seva obra Verhandelingen over de natuurlijke geschiedenis der Nederlandsche overzeesche bezittingen. Botanie; publicat el 1840-1844, va descriure per primer cop les trampes de les plantes carnívores del gènere Nepentes (Nepenthes).

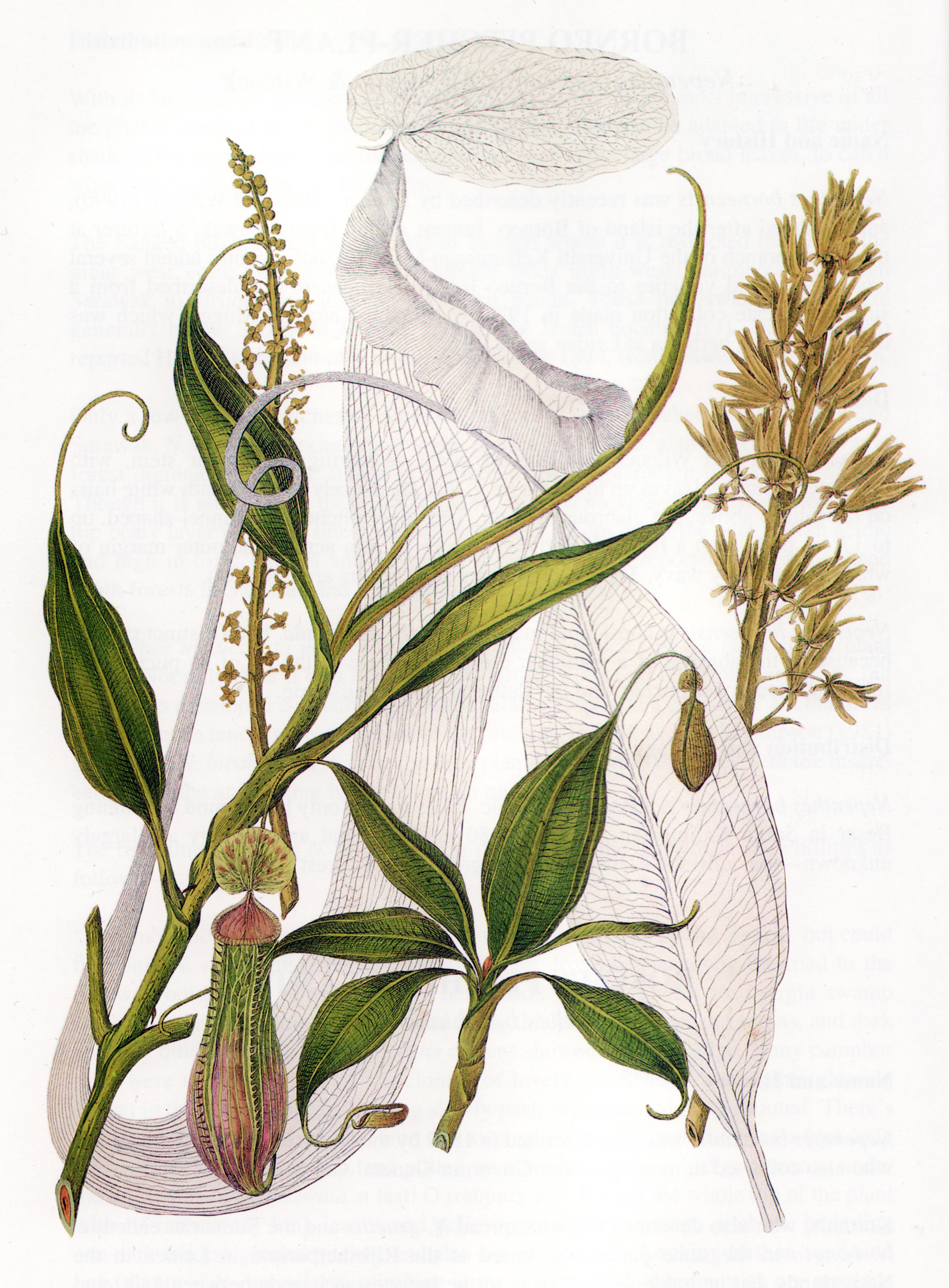
Il·lustració original de Nepenthes boschiana, de 1839, per P.W. Korthals.

## Reconeixements i guardons
Gèneres
- (Arecaceae) Korthalsia Blume[2]
- (Viscaceae) Korthalsella Tiegh.[3]

Espècies (84 + 38)
- (Acanthaceae) Strobilanthes korthalsii (Bremek.) J.R.I.Wood[4]
- (Annonaceae) Friesodielsia korthalsiana (Miq.) Steenis[5]
- (Fabaceae) Pterocarpus korthalsianus Kuntze[6]
- (Fagaceae) Lithocarpus korthalsii (Endl.) Soepadmo [7]
- (Rubiaceae) Schradera korthalsiana (Miq.) Puff, R.Buchner & Greimler[8]
- (Sapotaceae) Kakosmanthus korthalsii Pierre ex Dubard[9]